# 裴岑
裴岑，云中郡（今内蒙古托克托县东）人。曾任敦煌太守。
东汉永和二年（137年），敦煌太守裴岑率三千或五千郡兵战胜北匈奴呼衍氏并诛杀其首领呼衍王。当时东汉国力每况愈下、班勇离开后几次讨伐匈奴的战争未尝胜绩，面对匈奴三大贵族之一的呼衍氏，裴岑的这次胜利可以说为西域换来十余年的安全生活直至元嘉元年（151年）。